# EU-Sondergipfel 2010
Der EU-Sondergipfel 2010 fand vom 7. bis zum 9. Mai 2010 in Brüssel, Belgien, statt. Den Vorsitz hatte der  Präsident des Europäischen Rates, Herman Van Rompuy. Zentrale Themen des Sondergipfels waren die Griechische Staatsschuldenkrise und die Eurokrise.

## Themen und Teilnehmer
Ursprünglich sollten auf dem Treffen lediglich Hilfen für Griechenland vereinbart werden, aber unmittelbar vor dem Gipfel hatten Zweifel an Griechenland und anderen schwachen Euro-Mitgliedern wie Spanien und Portugal an den Finanzmärkten zu Spekulationen gegen den Euro geführt. Ein EU-Notenbanker beschrieb die Situation folgendermaßen „plötzlich waren nur noch deutsche Bundesanleihen liquide, noch nicht einmal mehr gute französische Staatstitel“, und erklärte: „Es musste gehandelt werden – ohne Rücksicht auf Verluste.“

### Europäische Finanzstabilisierungsfazilität
Für den 9. Mai 2010 war zugleich ein Sondertreffen der 27 EU-Finanzminister einberufen worden, da die Staats- und Regierungschefs der EU noch vor Öffnung der Finanzmärkte am darauf folgenden Montag ein Signal setzen wollten, um die Spekulation gegen den Euro zu stoppen. Der Vorsitzende der Euro-Gruppe, Jean-Claude Juncker hatte von einer „weltweit organisierten Attacke gegen den Euro“ gewarnt, gegen die man vorgehen müsse. Gemäß dem  französischen Präsidenten Nicolas Sarkozy erlebte die Euro-Zone „die schlimmste Krise seit ihrer Gründung“. Sarkozy konnte mit den anderen Gipfelteilnehmern schließlich eine Vereinbarung über die Gründung der Europäischen Finanzstabilisierungsfazilität (EFSF) mit 750 Milliarden Euro zur Stabilisierung des Euro erreichen. Zugleich begann die Europäische Zentralbank (EZB) unter Verletzung gültiger Regeln mit dem Aufkauf griechischer Anleihen in Milliardenhöhe, was zu Kritik am EZB-Präsidenten Jean-Claude Trichet führte.

### Griechenland
Die Staats- und Regierungschefs hatten sich im Zusammenhang mit den Diskussionen zum EFSF auch über die Situation Griechenlands verständigen können. Es wurde vereinbart, dass Griechenland über drei Jahre Kredite von insgesamt 110 Milliarden Euro erhalten sollte, 30 Milliarden vom Internationalen Währungsfonds und 80 Milliarden von den anderen EU-Staaten. Der Anteil Deutschlands lag bei 22,4 Milliarden Euro. Der Deutsche Bundestag und der Bundesrat hatten die erforderlichen Gesetze zuvor  im Eilverfahren beschlossen. Zugleich musste sich Griechenland zu drastischen Sparmaßnahmen verpflichten. Die Staats- und Regierungschefs diskutierten auch über Lehren aus der Griechenland-Krise. Bundeskanzlerin Angela Merkel forderte in diesem Zusammenhang, dass man bei einer Reform der EU-Haushaltsregeln auch vor einer Änderung des EU-Vertrages nicht zurückschrecken dürfe.

### Sparmaßnahmen
Im Verlauf des Gipfels wurde bekannt, dass Europäische Kommission und EZB von Spanien und Portugal weitere Sparmaßnahmen forderten, um an den Finanzmärkten Spekulationen gegen diese beiden Länder zu verhindern. Jürgen Stark, Chefvolkswirt der EZB, bestätigte, „dass diese Länder Zusätzliches leisten müssen, um die Unsicherheit und das Misstrauen der Märkte zu beseitigen“.